# Holly Cairns

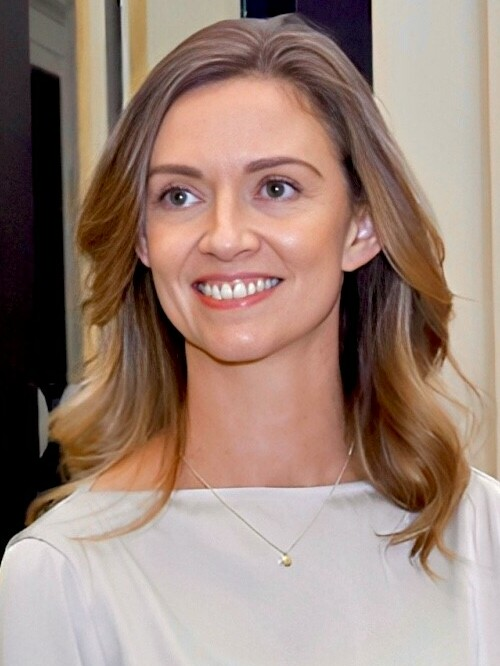
Holly Cairns (2023)

Holly McKeever Cairns (* 4. November 1989 in Cork, Irland) ist eine irische Politikerin der Social Democrats (Daonlathaigh Shóisialta), die seit 2020 Mitglied (Teachta Dála) des Dáil Éireann, des Unterhauses des Parlaments (Oireachtas) ist.

## Leben
Holly Cairns wuchs auf einer Farm im Westen Corks auf. Die Familie produziert unter dem Unternehmen Brown Envelope Seeds Pflanzensamen, die im Wege des Versands zugestellt werden. Cairns erwarb daher einen Master of Science in Gartenbau am University College Cork. 
Zu Beginn der 2010er Jahre arbeitete sie in einem Waisenhaus in Rumänien. Danach folgte eine vierjährige Tätigkeit auf Malta für Erholungsfreizeiten für behinderte Menschen.
2018 trat sie den Social Democrats bei. 2019 kandidierte Cairns für den Cork County Council und konnte knapp einen Sitz erringen. Bei den Wahlen zum Dáil Éireann 2020 trat sie dann im Wahlkreis Cork South-West gegen ihren damaligen Lebensgefährten Christopher O’Sullivan an. Beide erreichten einen Sitz. Kurze Zeit später trennten sich beide. 
Am 1. März übernahm sie den Parteivorsitz von Róisín Shortall und Catherine Murphy.
Am Tag der Wahlen zum Dáil Éireann 2024, am 29. November 2024, gebar sie eine Tochter. Vater ist Barry Looney.
Ihren Sitz im Dáil Éireann konnte sie 2024 verteidigen.